# Thomas Brdarić
Thomas Brdarić (ur. 23 stycznia 1975 w Nürtingen) – niemiecki piłkarz. Występował na pozycji napastnika. W 2008 roku zakończył karierę.

## Kariera klubowa
Brdarić jako junior grał w klubach VfB Neuffen, FV Nürtingen, Stuttgarter Kickers oraz VfL Kirchheim/Teck. W 1993 roku trafił do pierwszego w karierze profesjonalnego klubu – VfB Stuttgart. W jego barwach zadebiutował 29 sierpnia 1993 w zremisowanym 2-2 pojedynku z Bayernem Monachium, rozegranym w ramach rozgrywek Bundesligi. 1 września 1993 Brdarić strzelił pierwszego gola w zawodowej karierze. Było to w wygranym przez jego zespół 4-2, ligowym meczu z SG Wattenscheid 09. W nowej drużynie nie zdołał jednak wywalczyć sobie miejsce w wyjściowej jedenastce i w ciągu całego sezonu 1993/1994 rozegrał dziesięć spotkań i zdobył jedną bramkę. Po zakończeniu sezonu odszedł z klubu.
Został zawodnikiem drugoligowej Fortuny Düsseldorf. Pierwszy występ w 2. Bundeslidze zanotował 4 listopada 1994 w wygranym przez jego zespół 2-0 spotkaniu z Hansą Rostock. Na koniec sezonu ligowego Brdarić zajął z Fortuną trzecie miejsce i awansował do ekstraklasy. Tam jednak stracił miejsce w składzie i po roku spędzonym w najwyższej klasie rozgrywkowej, postanowił odejść z klubu.
Trafił do Fortuny Köln, grającej na zapleczu ekstraklasy. Szybko wywalczył tam sobie miejsce w pierwszej jedenastce. Łącznie grał tam przez trzy sezony. W trakcie występów dla tego klubu, nie odniósł z nim większych sukcesów. W sumie zagrał tam 80 razy i zdobył 24 bramki.
W 1999 roku podpisał kontrakt z pierwszoligowym Bayerem 04 Leverkusen. Zadebiutował tam w meczu Pucharu Ligi Niemieckiej z 1. FC Kaiserslautern, wygranym przez Bayer 3-1. Już w pierwszym sezonie udało mu się wywalczyć z klubem wicemistrzostwo Niemiec. W 2002 roku ponownie zajęli drugie miejsce w Bundeslidze. W tym samym roku dotarli do finału Pucharu Niemiec, w którym ulegli 2-4 FC Schalke 04. Zostali także finalistami Ligi Mistrzów, gdzie zostali pokonani przez Real Madryt 2-1. W 2003 roku został wypożyczony do Hannoveru 96. Przez cały sezon strzelił dwanaście goli, co było najlepszym osiągnięciem wśród zawodników H96. Jednak po zakończeniu rozgrywek ligowych, włodarze hanowerskiej drużyny nie postanowili wykupić Brdaricia. W tej sytuacji Bayer za milion euro sprzedał go do VfL Wolfsburg.
W barwach nowego zespołu pierwszy występ zanotował 7 sierpnia 2004 w wygranym przez Wolfsburg 2-1 ligowym pojedynku z Borussią Dortmund. W tamtym meczu Brdarić zdobył obie bramki dla swojej drużyny. Regularnie grywał tam w pierwszym zespole i był czołowym Wolfsburga. Na koniec sezonu ligowego uplasował się z klubem na dziewiątej pozycji.
W 2005 roku za 1,8 miliona euro przeszedł do Hannoveru 96, w którym grał już przez rok. Tym razem spędził tam trzy lata i wystąpił w 42 meczach, w których zdobył 15 bramek.
W 2008 roku Brdarić zakończył karierę.

## Kariera reprezentacyjna
Brdarić jest byłym reprezentantem Niemiec. W drużynie narodowej zadebiutował 27 marca 2002 w towarzyskim spotkaniu ze Stanami Zjednoczonymi, wygranym przez Niemcy 4-2. Był uczestnikiem Mistrzostw Europy w 2004 roku, które Niemcy zakończyli na fazie grupowej. Brdarić rozegrał jedno spotkanie w tych rozgrywkach (mecz z Łotwą). Był także uczestnikiem Pucharu Konfederacji w 2005 roku. Niemcy zajęli w nim trzecie miejsce, ale Brdarić nie zagrał w tych rozgrywkach. Łącznie w reprezentacji wystąpił osiem razy i strzelił jednego gola.

## Kariera trenerska
Brdarić zaczął karierę szkoleniową w 2009 roku jako trener Unionu Solingen. Był także zatrudniony w akademiach Bayeru Leverkusen, KFC Uerdingen i VfL Wolfsburg. Prowadził też TSV Steinbach, Rot Weiss Erfurt, Shkendiję Tetowo z Macedonii, Chennaiyin FC z Indii czy Al-Arabi z Kuwejtu. W trakcie swojej kariery był również dyrektorem sportowym uzbeckiego Bunyodkoru Taszkent i białoruskiego Dinama Mińsk.Największym trenerskim sukcesem Brdaricia jest zdobycie Pucharu Albanii z Vllaznią. W trakcie kariery został też wybrany szkoleniowcem sezonu w Albanii. W lipcu 2025 wyraził chęć objęcia reprezentacji Polski.

## Sukcesy
Vllaznia
- Puchar Albanii 2020/2021[2]